# Dorfromantik: El Juego de Mesa
Dorfromantik: El Juego de Mesa (en el original alemán: Dorfromantik: Das Brettspiel) es un juego de mesa para entre uno y seis jugadores creado por los diseñadores de juegos Michael Palm y  Lukas Zachy y publicado en 2022 por Pegasus Spiele.
Dorfromantik es un juego familiar cooperativo que adapta como juego de mesa el juego de ordenador del mismo nombre. Los jugadores deben trabajar juntos para crear un paisaje a partir de fichas hexagonales, intentando cumplir ciertos objetivos asignados. Además, deberán formar la línea ferroviaria más larga y el río más largo posible.
Al completar las tareas los jugadores reciben puntos y al alcanzar los objetivos establecidos pueden recibir material de juego adicional y tareas adicionales para rondas posteriores. De esta forma el juego se va desarrollando en modo campaña a lo largo de varias rondas hasta desbloquear todo el material del juego.  
La versión inicial del juego consta de un conjunto de instrucciones, 48 fichas de paisaje, 25 fichas de misión, 25 marcadores de misión, un bloque de campaña y un bloque de puntuación. También hay material adicional distribuido en cinco cajas que solo se abren durante el transcurso de las campañas.   

## Versiones
En 2023, Pegasus Spiele lanzó un spin-off, Dorfromantik - Das Duell, que es una versión para dos jugadores. El principio básico del juego sigue siendo el mismo, pero ahora ambos lados continúan desarrollando su propio paisaje con la pieza que acaba de ser revelada. Un año después, se lanzó una versión ambientada en Japón, Dorfromantik: Sakura.

## Premios y nominaciones
Entre otras distinciones, Dorfromantik ha obtenido las siguientes:
- 2023 Ganador del premio Spiel des Jahres.[5]
- 2022 Golden Geek. Nominado al mejor juego ligero.
- 2022 Golden Geek. Nominado al mejor juego cooperativo.